# Maximiliano Velázquez
Maximiliano Nicolás Velázquez (Concepción del Uruguay, 22 settembre 1980) è un ex calciatore argentino, di ruolo difensore.

## Caratteristiche tecniche
È un terzino sinistro ma può giocare anche nella fascia opposta.

## Palmarès

### Competizioni nazionali
- Campionato argentino: 2

Lanús: 2007, 2016
- Supercopa Argentina: 1

Lanús: 2016

### Competizioni internazionali
- Coppa Sudamericana: 2

Independiente: 2010
Lanús: 2013